# Bundesautobahn 2
De Bundesautobahn 2 (kort BAB 2, A2 of 2) is een 473 km lange snelweg, heeft over de volledige lengte 2x3 rijstroken en loopt vanaf Oberhausen langs de noordrand van het Ruhrgebied door het zuidelijke Münsterland, Ostwestfalen-Lippe en het Weserbergland, bereikt de Nedersaksische hoofdstad Hannover, de Saksen-Anhaltse hoofdstad Maagdenburg en na de kruising van de Elbe wordt voor Berlijn de Berlijnse Ring (A10) bij Dreieck Werder bereikt.
De A2 is de gevaarlijkste autosnelweg van Duitsland, met 3.000 ongevallen per jaar. Hierbij ontstaan ook lange files. Langs de weg bevinden zich ook veel witte kruizen, waar ooit een dodelijk ongeluk heeft plaatsgevonden. De meeste ongelukken doen zich voor tussen Hannover en Maagdenburg. Vrachtwagens veroorzaken de meeste ongelukken.

## Geschiedenis
De A2 - vanaf Oberhausen A3 - ontstond in de jaren 1930 als verbinding van Berlijn met het Ruhrgebied en het Rijnland.
De eerste plannen werden tussen september 1933 en december 1934 door de bouwafdelingen van de ondernemingen van de Reichsautobahn in Düsseldorf, Hannover en Merseburg gemaakt. Als verbinding van de metropoolregio Rijn-Ruhr werd de snelweg bewust ten noorden van het Ruhrgebied gepland, omdat de mijnbouw naar het noorden uitbreidden en men gelijktijdig de verzakkingen door mijnbouw wilde vermijden. In het gebied van Oost-Westfalen volgde men de grootste steden. In de omgeving van Hannover was het logischer om de snelweg ten zuiden van de stad te laten lopen omdat deze route korter is. Doordat Hannover in deze tijd een knooppunt van het Duitse luchtverkeer was en de luchthaven in het noorden van de stad lag, besloot men echter voor een noordelijke randweg langs de stad. Hierbij kwam dat in het noorden een goederenstation lag, een industrieterrein gepland was en de bodemgesteldheid beter was. Tussen Berlijn en Hannover waren drie mogelijke varianten die onderzocht werden. De noordelijke zou via Stendal lopen en in het noorden op de Berlijnse Ring aansluiten. Hierdoor zou dit de kortste route worden voor een mogelijke verlenging naar Stettin (nu Szczecin) en Koningsbergen (nu Kaliningrad). Nadelig was dat de route door dunbevolkt gebied ging en voor de spoorwegen al de hoofdas was. De middelste variant passeerde Genthin en Brandenburg an der Havel en sloot in het midden van Berlijn aan. Ook hier was het gebied dunbevolkt en al door de trein ontsloten. Een verder obstakel waren de talrijke meren en veengronden die de bouw konden bemoeilijken. De zuidelijke variant, die uiteindelijk gebouwd werd, loopt door het dichtstbevolkte gebied en opende de mogelijkheid voor een verlenging naar Breslau (nu Wrocław) of Frankfurt (Oder) en Warschau. Voorzien was om over het gehele traject 3,75 meter brede rijstroken in iedere rijrichting met een 4,2 meter brede middenberm te bouwen. Met de betonnen rijbanen en de bermen had de constructie een breedte van 24 meter. De ontwerpsnelheid van de weg was, met uitzondering van het traject in het Teutoburgerwoud, geschikt voor minstens 160 km/h.

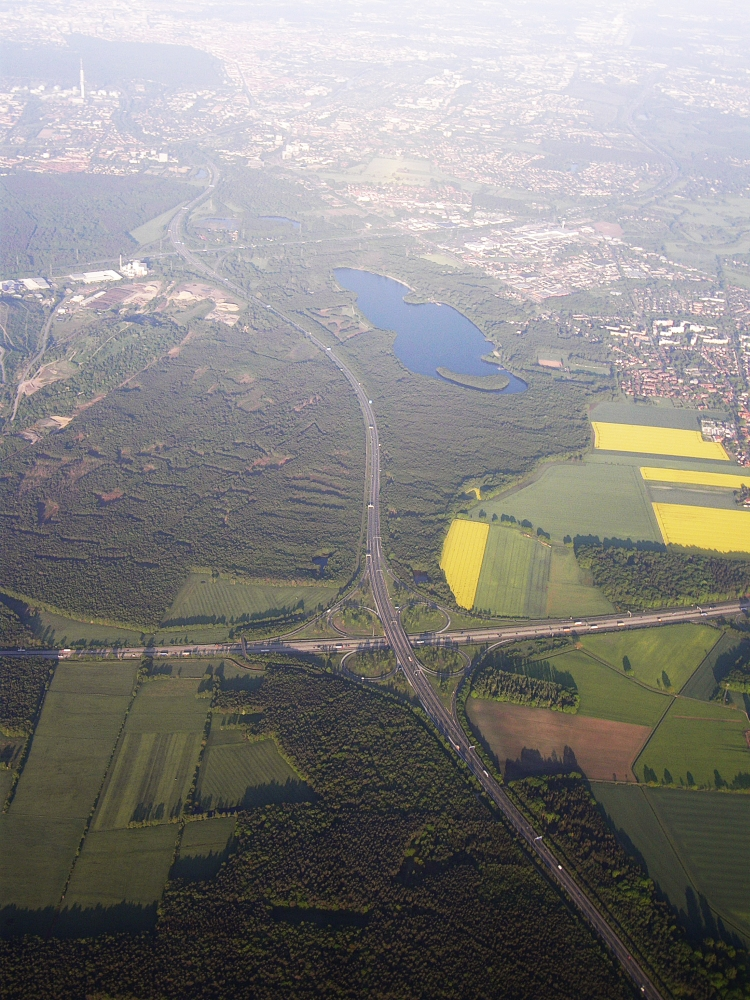
De A2 (bovenste beeldhelft) kruist bij Hannover de A37 die ook de A7 (onderste beeldhelft) kruist. Het Kreuz Hannover-Ost (A2/A7) ligt links buiten beeld. (2008)

De bouw volgde op in totaal twaalf plaatsen tegelijk. Als eerste werd op 5 april 1936 het 32 kilometer lange traject tussen Braunschweig-West en Lehrte voor het verkeer vrijgegeven. De drie verdere tracés van Hannover-Ost tot Lehrte (10 km), van Braunschweig-West tot Helmstedt (43 km) en van Werder/Groß Kreutz (aan het aansluitende deel van de huidige A10 gelegen) tot Burg/Schermen (85 km) werden op 17 augustus 1936 opengesteld voor verkeer. Op 10 januari 1937 werd met het openen van het 55 km lange tracé tussen Burg/Schermen en Helmstedt de Berlijnse Ring (A10) met Hannover verbonden. In 1937 kon ook op 17 december het tracé tussen Düsseldorf en Recklinghausen geopend worden. Het Kamener Kreuz ten noordoosten van Dortmund, waar de A1 de A2 kruist, werd op 12 november 1938 samen met het trajectdeel tussen Recklinghausen en Gütersloh voor het verkeer vrijgegeven, maar nog zonder het aansluitende deel van de huidige A1 die pas na 1945 in gebruik werd genomen. Het was na Schkeuditzer Kreuz (A9-A14) als tweede klaverbladknooppunt van Duitsland geopend. De eveneens voor dezelfde dag voorziene opening van het traject tussen Gütersloh en Bielefeld kon door een aardverschuiving in het Teutoburgerwoud niet doorgevoerd worden. Pas nadat men de schade had hersteld, kon men op 15 december het tracé vrijgeven. Op dezelfde dag werd het trajectdeel tussen Bad Salzuflen en Herford geopend. Daags daarvoor had men het trajectdeel tussen Bad Nenndorf en Hannover geopend. Hiermee ontbrak alleen nog het traject tussen Bad Salzuflen en Bad Nenndorf. Deze werd op 23 december 1939 beperkt opengesteld. Door de begonnen Tweede Wereldoorlog kon men dit trajectdeel met maar één rijstrook openen. Dit werd voorlopig alleen opengesteld voor zogenaamd dienstverkeer. Onder de inzet van Poolse dwangarbeiders en krijgsgevangenen werd dit trajectdeel tot 14 november 1940 van het ongeveer drie kilometer lange deel bij de burg over de Wezer bij Bad Oeynhausen, die als eerst na de oorlog gerealiseerd werd, gebouwd en geopend. In totaal werden in de snelweg 230 bruggen gebouwd.
In de DDR was de snelweg een Transitautobahn, die vanaf 1971 in het Transitakkoord was opgenomen. Op een Reise- und Verkehrskarte (wegenkaart) van de DDR uit 1979 was deze snelweg tussen de grensovergang Marienborn en bij het toenmalige Abzweig Magdeburg (tegenwoordig Dreieck Werder) alleen met een T van Transitstrecke gekenmerkt. Op een latere kaart (Reiseland DDR 1988) met de tot op heden geldende nummer E30 van Europese weg. Via de Grensovergang Helmstedt-Marienborn in de snelweg werd door de relatieve nabijheid van West-Berlijn het grootste aandeel van het transitverkeer afgewikkeld.
In het begin van de jaren '70 voorbereide nummeringssysteem van de Bundesautobahn droeg de huidige A2 in toenmalig West-Duitsland grotendeels al het huidige nummer. Echter liep de A2 westelijk van Kreuz Oberhausen verder via de A3 tot Dreieck Köln-Heumar, waarbij de kilometering vanaf de Berlijnse Ring in westelijke richting werd doorgeteld tot Aken. Bij de invoering van het huidige nummeringssysteem in 1975 begon de A2 bij de Nederlandse grens Straelen/Venlo (A67) en liep vanaf Kreuz Kaiserberg gemeenschappelijk met de A3 tot Kreuz Oberhausen, waar de A3 afbuigt richting Arnhem. In kader van de nummering van de aansluitingen, die in 1992 begon, werden dubbelnummering van knooppunten, aansluitingen en dubbelbenamingen vermeden waardoor de nummering op het tussen Duisburg en Oberhausen als A2/A3 aangepast. Het traject tussen Venlo en Duisburg ging over naar de A40.

## Uitbreiding

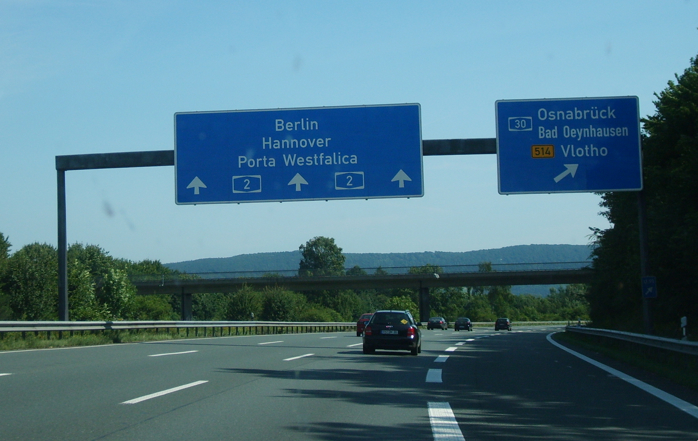
De A2 bij Bad Oeynhausen richting Hannover. Op de achtergrond is het Wezergebergte in zicht. (2007)

De A2 is tussen het Ruhrgebied en Berlijn compleet voorzien van 2x3 rijstroken. Het laatste stuk, na  een aantal jaren durende verbreding, kon medio december 2011 geopend worden. Tijdens de lange verbredingsfase kwam het vaak tot kilometerslange files. Ondanks de vele veiligheidsmaatregelen waren tientallen zware ongevallen, hoofdzakelijk kop-staartbotsingen met vrachtverkeer.
Eind oktober 2013 opende na 18 maanden bouwtijd de verzorgingsplaats Lipperland Nord noordelijk van de aansluiting Ostwestfalen/Lippe. De verzorgingsplaats Lipperland Süd was al eerder gereed.
Nedersaksen en Noordrijn-Westfalen willen de drukke A2 van Bielefeld tot de grens met Saksen-Anhalt verbreden naar 2x4 rijstroken. Om de verwachte groei van het verkeer, in het bijzonder het vrachtverkeer, op de belangrijke oost-westverbinding te kunnen opvangen, hebben beide deelstaten de verbreding voor het Bundesverkehrswegeplan 2030 (de Duitse tegenhanger van het Nederlandse Meerjarenprogramma Infrastructuur, Ruimte en Transport (MIRT)) aangemeld. De definitieve versie van het overeenkomstige behoefteplan, die eind 2016 met de verandering van het Fernstraßenausbaugesetz (wettelijk programma voor planning en bouw van Bondswegen) in werking getreden is, omvat alleen nog de ombouw van de knooppunten Bottrop, Hannover-West en Hannover-Buchholz evenals de verbreding naar 2x4 rijstroken tussen Herrenhausen en Hannover-West. Deze maatregelingen zijn gecategoriseerd met de hoogste prioriteit om knelpunten op te lossen (vordringlichen Bedarf mit Engpassbeseitigung). Als lage prioriteit (weiterer Bedarf) is de verbreding naar 2x4 rijstroken van de trajectdelen Bad Nenndorf - Herrenhausen en Hannover-West - Hannover-Ost gecategoriseerd.
Op het ongeveer 3,5 kilometer lange trajectdeel tussen Kreuz Hannover-Ost en Lehrte is de weg ingericht met pechhavens, de markering aangepast naar blokmarkering en de vluchtstroken omgebouwd tot spitsstroken. Deze spitsstroken zijn door de blokmarkering eigenlijk lange weefstroken en werd op 28 januari 2016 richting Berlijn en op 1 februari 2016 richting Hannover vrijgegeven. Het verkeer wordt middels LED-displays en kantelwalspanelen geïnformeerd over de opening van de stroken.

## Bijzonderheden

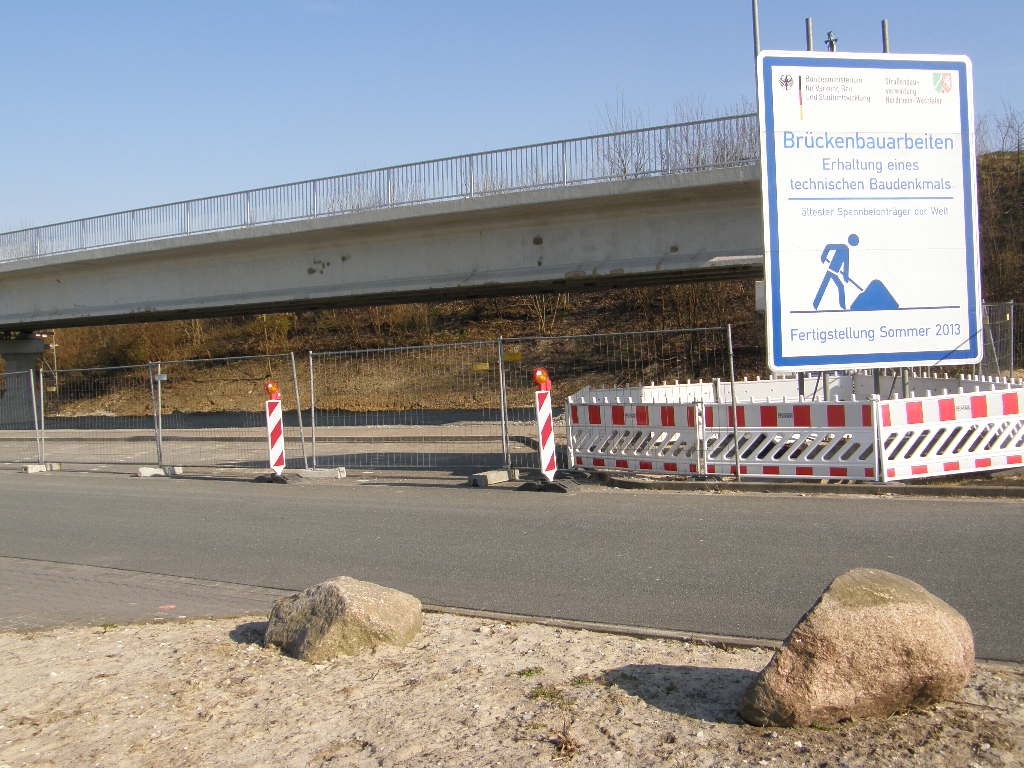
De oude spanbetonbrug van de A2 op de Rastplatz Vellern. (2013)

Een kleine bijzonderheid is de aansluiting Dortmund-Lanstrop die oorspronkelijk als toerit voor de vuilnisbelt in het noordoosten van Dortmund gebouwd werd. De vuilniswagens van de Entsorgung Dortmund GmbH rijden grotendeels aan via de snelweg en verlaten de vuilnisbelt via het onderliggend wegennet. Verder bereikbaar vanaf dit punt is de "Lanstroper Ei", een oude stalen watertoren op de top van de heuvel aan de zuidzijde, die circa twee kilometer vanaf de snelweg is gelegen. Ondertussen heeft de stad Dortmund, die de afrit naar Lanstrop gebouwd had, samen met de stad Lünen afgesproken om ook aan de noordzijde van de snelweg een afrit te bouwen. Na de geplande opening van de noordelijke toe- en afrit zal de aansluiting hernoemd worden naar Lünen-Süd.
De aansluiting 10 (Recklinghausen-Ost) werd in de jaren '90 aan de A2 toegevoegd en zou oorspronkelijk Recklinghausen-Suderwich heten.
Oostelijk van de aansluiting Lehrte wordt de rijrichting naar Braunschweig de linkse van de drie rijstroken gesplitst van de overige twee. Dit komt omdat in 1996 bij de vernieuwing van de brug over de spoorlijn Lehrte - Celle rekening gehouden moest worden met de oude brugbreedte van de oorspronkelijke brug uit 1936.
De middenberm is in de A2 regelmatig zeer breed (ongeveer vier tot vijf meter). Op het korte trajectdeel rond Kreuz Bad Oeynhausen (kruising met de A30) zijn beide rijbanen dusdanig getraceerd, dat de middenberm tientallen meters breed is en zelfs bomen en gebouwen in staan.
In Beckum-Vellern, kort voor de aansluiting Oelde, gaat over de A2 de Überführung Weg Hesseler. Het is wereldwijd een van de eerste en oudste liggerbrug uit spanbeton. De monumentale brug werd in september 2012 gedemonteerd en kreeg op het parkeerterrein van de Raststätte Vellern (zuidzijde richting Hannover) een nieuwe plek als monument.
De nieuwe landtunnel (2007, officieel: Tunnel Erle) in Gelsenkirchen-Erle is naast een overkapping tegen de geluidsoverlast ook een park dat op het dak van de tunnel is ingericht.

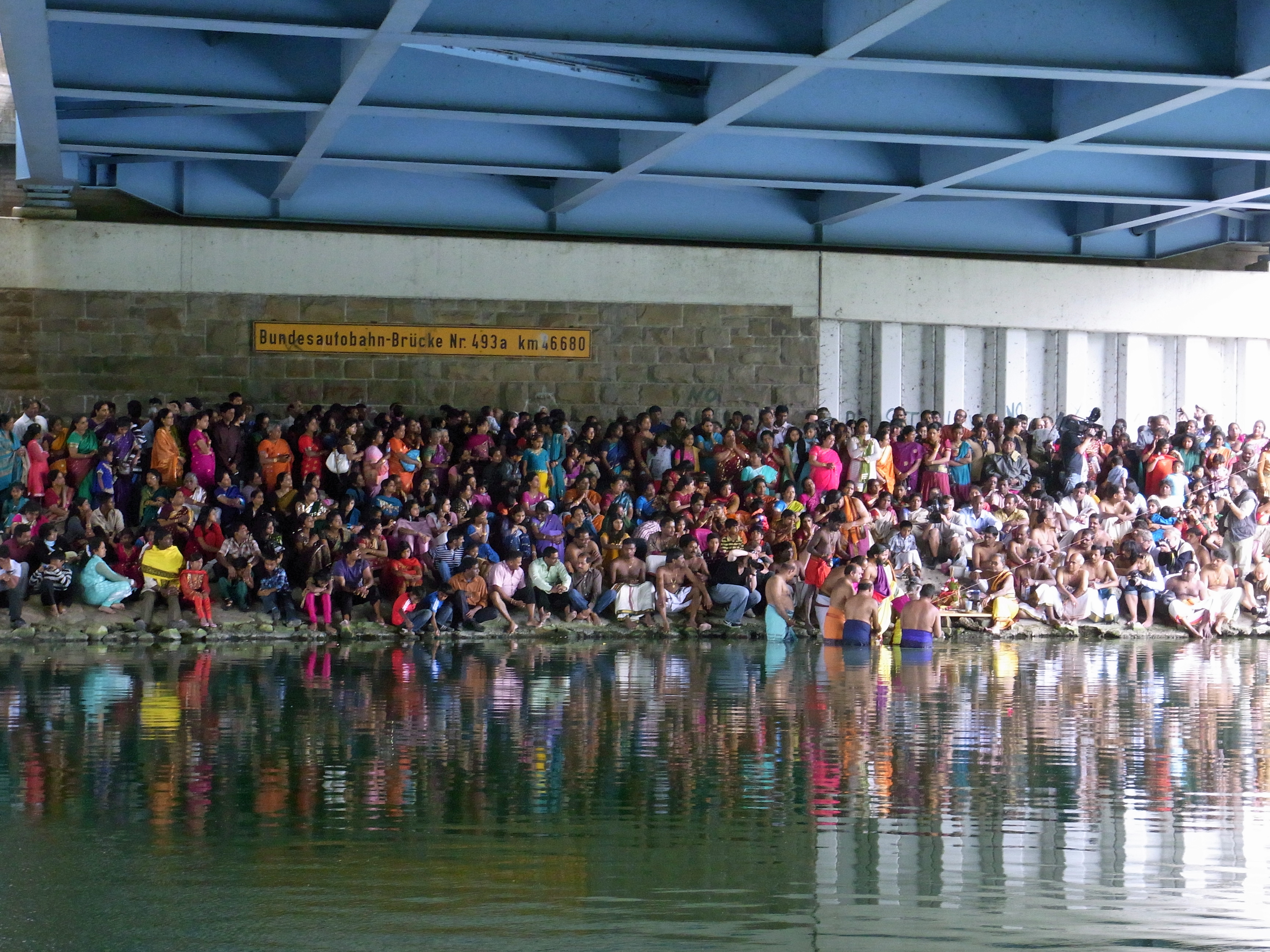
Religieuze ceremonie van de gelovigen van het nabijgelegen Sri-Kamadchi-Ampal-Tempel onder de brug over het Datteln-Hammkanaal. (2011)

De dorpskerk van de huidige Ortsteil Exter van de stad Vlotho werd tijdens Pinksteren 1959 als eerste evangelische snelwegkerk in Duitsland geopend.
Een andere snelwegkerk werd op 29 november 2009 bij Hamm op het terrein van de Raststätte Rhynern (noordzijde) geopend. De in 1947 gebouwde en 2005 gesloten, monumentale tankstation werd door de kerkgemeente Hamm tot snelwegkerk omgebouwd.
De gelovigen van het nabijgelegen Sri-Kamadchi-Ampal-Tempel in Hamm vieren hun jaarlijkse tempelfeest met een processie naar het Datteln-Hammkanaal en beoefenen hier een religieuze ceremonie onder de snelwegbrug over het kanaal.
In de omgeving van Bielefeld werden de aansluitingen meerdere malen hernoemd. Zo heette de huidige aansluiting 26 "Bielefeld-Süd" oorspronkelijk "Brackwede". Na de bouw van Sennestadt eind jaren 1950, begin jaren 1960 kreeg het de naam "Brackwede/Sennestadt". Nadat beide steden door Bielefeld zijn geannexeerd in 1973 werd de naam "Bielefeld-Sennestadt". De huidige naam "Bielefeld-Süd" is ingevoerd sinds de ingebruikname van het trajectdeel van de A33 tussen Kreuz Bielefeld en de nieuwe aansluiting 19 (van de A33) "Bielefeld-Zentrum", waar via een toevoerweg de B61 en de Ostwestfalendamm bereikt kan worden. Sindsdien heet de aansluiting 27 van de A2 "Bielefeld-Ost", oorspronkelijk was dit alleen "Bielefeld". In samenhang met de hernoeming van de aansluiting 26 in "Bielefeld-Sennestadt" kreeg het de naam "Bielefeld-Zentrum".

## Snelheidscontroles

### Snelheidscontrole bij Bielefelder Berg

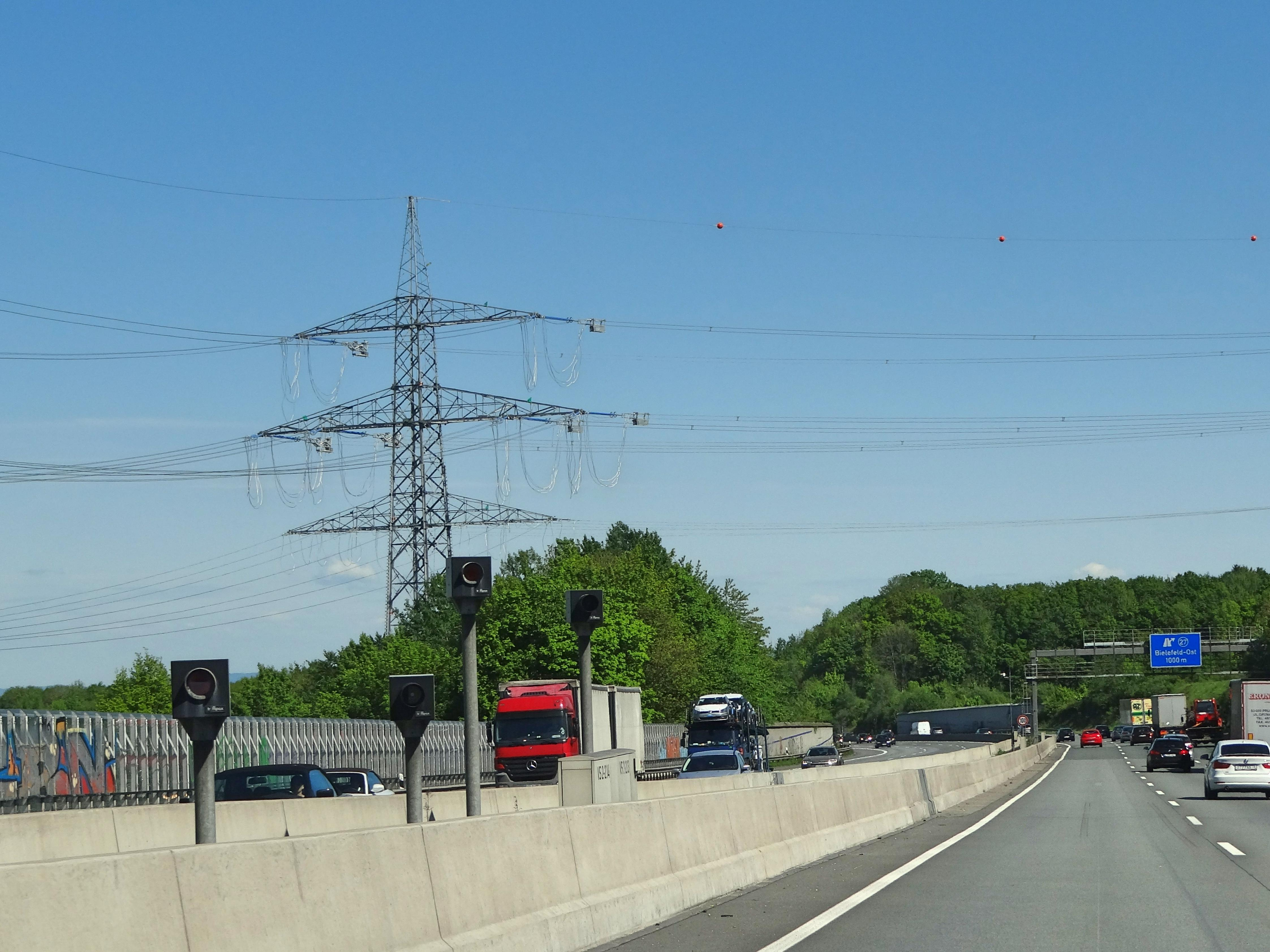
De beruchte flitspalen bij de Bielefelder Berg (2014)

Op 11 december 2008 werd in de omgeving van "Talbrücke Lämershagen" bij de zogenaamde Bielefelder Berg (tracering door de heuvels van het Teutoburgerwoud) tussen de aansluitingen Bielefeld-Süd en Bielefeld-Ost flitspalen in gebruik genomen in de richting van Hannover. Het tracé verloopt hier bochtig en een afdaling van maximaal 4,0129%. Tot augustus 2011 werden rond de 550.000 automobilisten onvrijwillig gefotografeerd. De installatie langs de A2 bracht rond de €16 miljoen in het laatje van de stad Bielefeld. Daarbij komt dat de gemeente maar een op de twee overtreders kan bekeuren. Vele komen uit Oost-Europese landen, waarbij de boetes niet geïnd kunnen worden door het ontbreken van overeenkomsten over het delen van de kentekenregisters. De flitsinstallatie geldt met afstand als de actiefste flitser van Duitsland. In de tussentijd werd de snelheidscontrole op 100 km/h door het administratief rechtscollege Minden (Az: 2 K 867/15) op de rechtmatigheid getoetst. De klacht werd door dezelfde advocaat ingediend die ook de snelheidscontrole op de Fleher Brücke in Düsseldorf stil kreeg, waarbij de rechter in Düsseldorf meer dan 500 boetes kwijtschold. Alleen bij de flitser van Bielefeld kreeg de klager geen gelijk.

### Flitsgevecht
In 2011 plaatste ook de Landkreis Peine en Landkreis Helmstedt een vaste snelheidscontrole op hun trajectdeel van de A2. Vrij snel kwam de beschuldiging dat het de Landkreisen niet ging om de verkeersveiligheid, maar om het spekken van de kas. Vervolgens branden het ook uit op een interregionale ruzie tussen de Landkreisen, die de flitspalen hebben geplaatst, en de voor de verkeersveiligheid verantwoordelijke verkeersminister van de deelstaat Nedersaksen, Jörg Bode. Vervolgens plaatste het ministerie 500 meter en 100 meter voor de installatie waarschuwingsborden. In november 2011 weigerde de Nedersaksische verkeersministerie het plaatsen van twee radarcontroles bij Bad Eilsen en Rehren door de Landkreis Schaumburg. Op alle van deze locaties, zowel in Schaumburg, Peine en Helmstedt, bevinden de flitspalen zich in een gebied waar ook matrixborden zijn geplaatst die de maximumsnelheid van het verkeer bepalen. Doordat de matrixborden grotendeels van de tijd uit staan, geldt geen maximumsnelheid waardoor de flitspalen niet kunnen flitsen.

## Trivia
- De A2 is de belangrijkste verkeersader tussen Oost-Europa en West-Europa.

Vanwege de vele Poolse vrachtwagens die dagelijks op de A2 rijden wordt de A2 door de Duitsers ook wel spottend de "Warschauer Allee" genoemd.
- Een terugkerende krantenkop[19] is het zogenaamde snelweggoud (Autobahngold[20]). Oplichters proberen daarbij geld afhandig te maken van passanten door nepgoud te verkopen. Hierbij worden verscheidene methodes gebruikt.

## Galerij

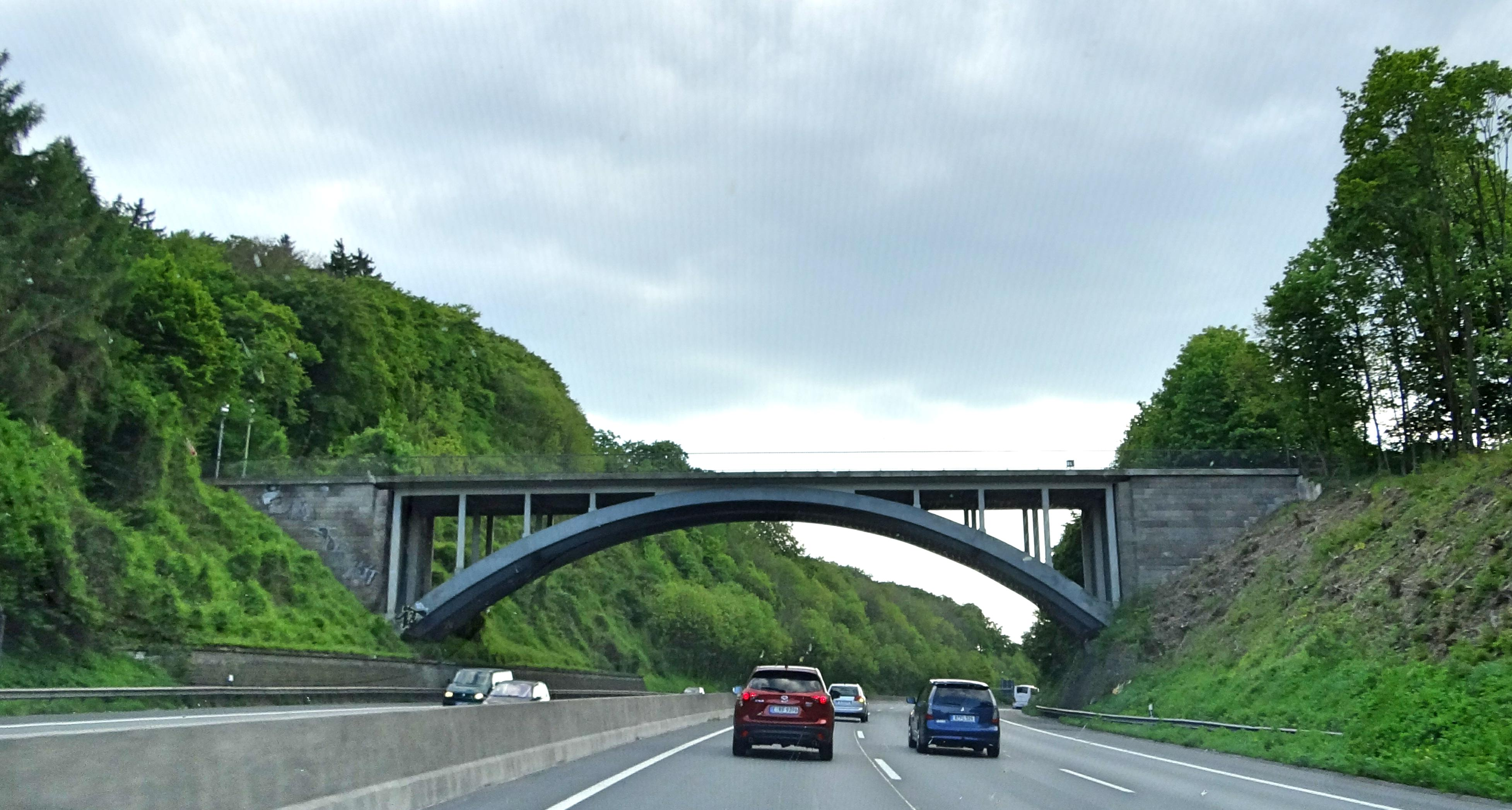
A2 bij Bielefeld (2014)
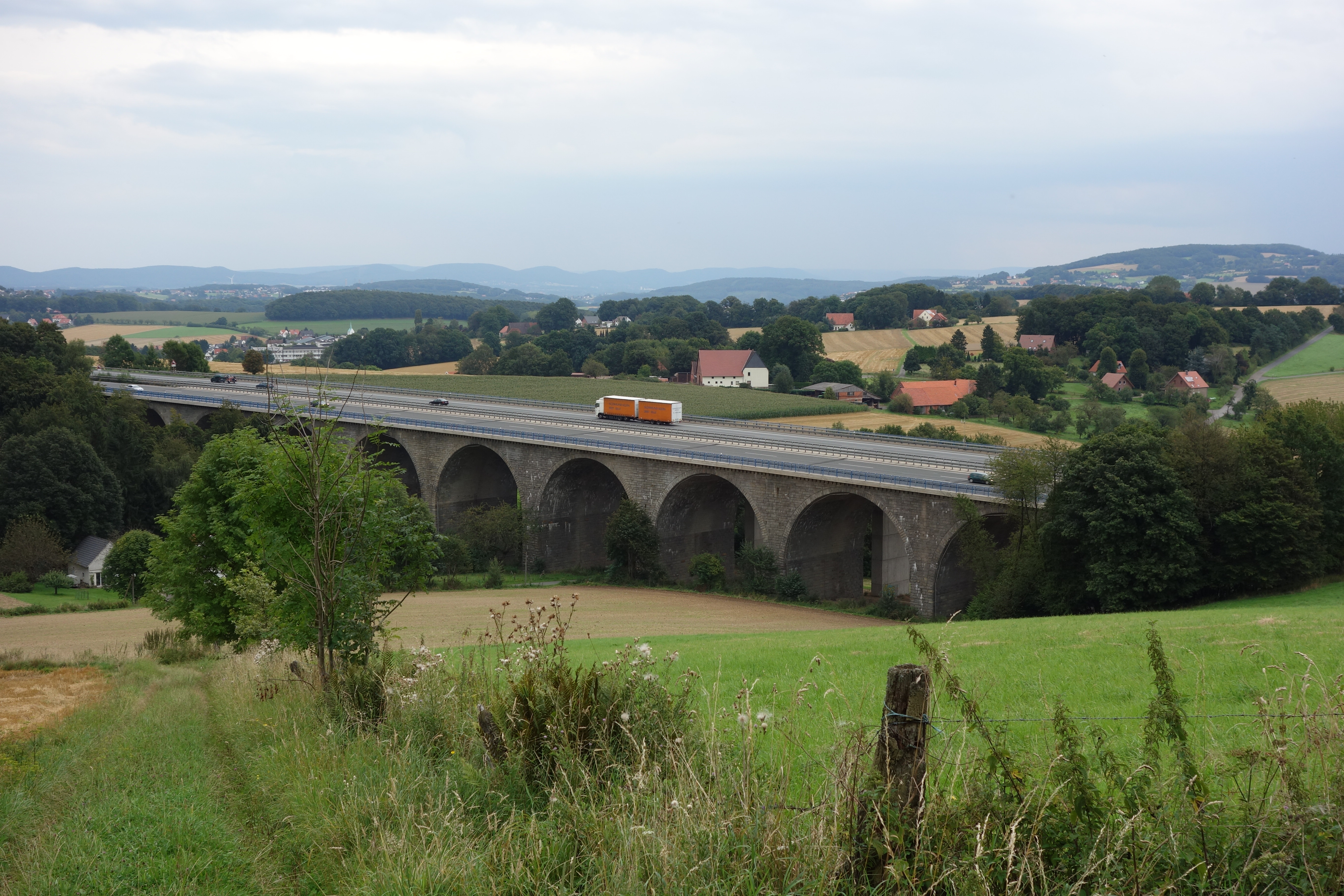
Talbrücke Steinegge (2014)
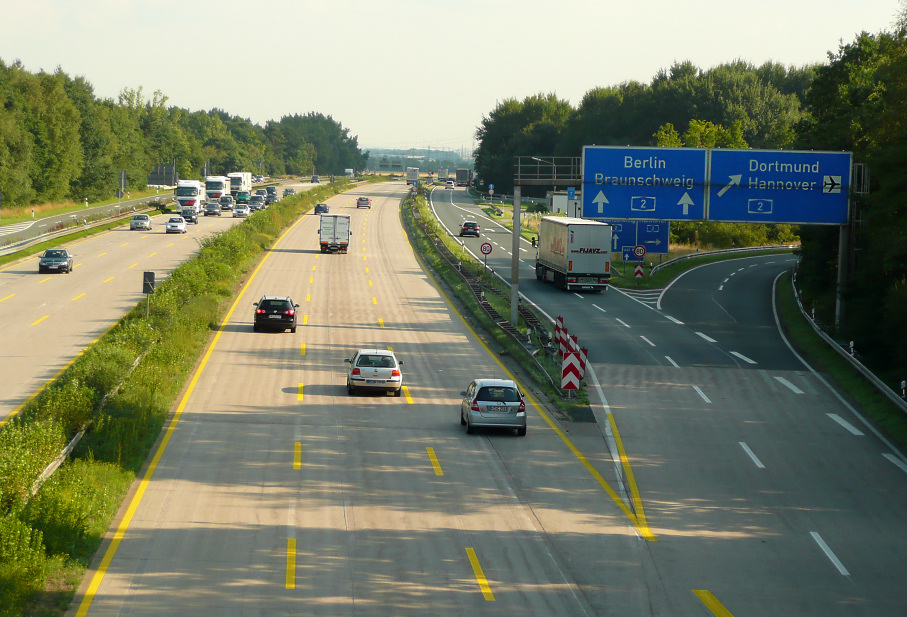
Kreuz Hannover-Ost (2008)
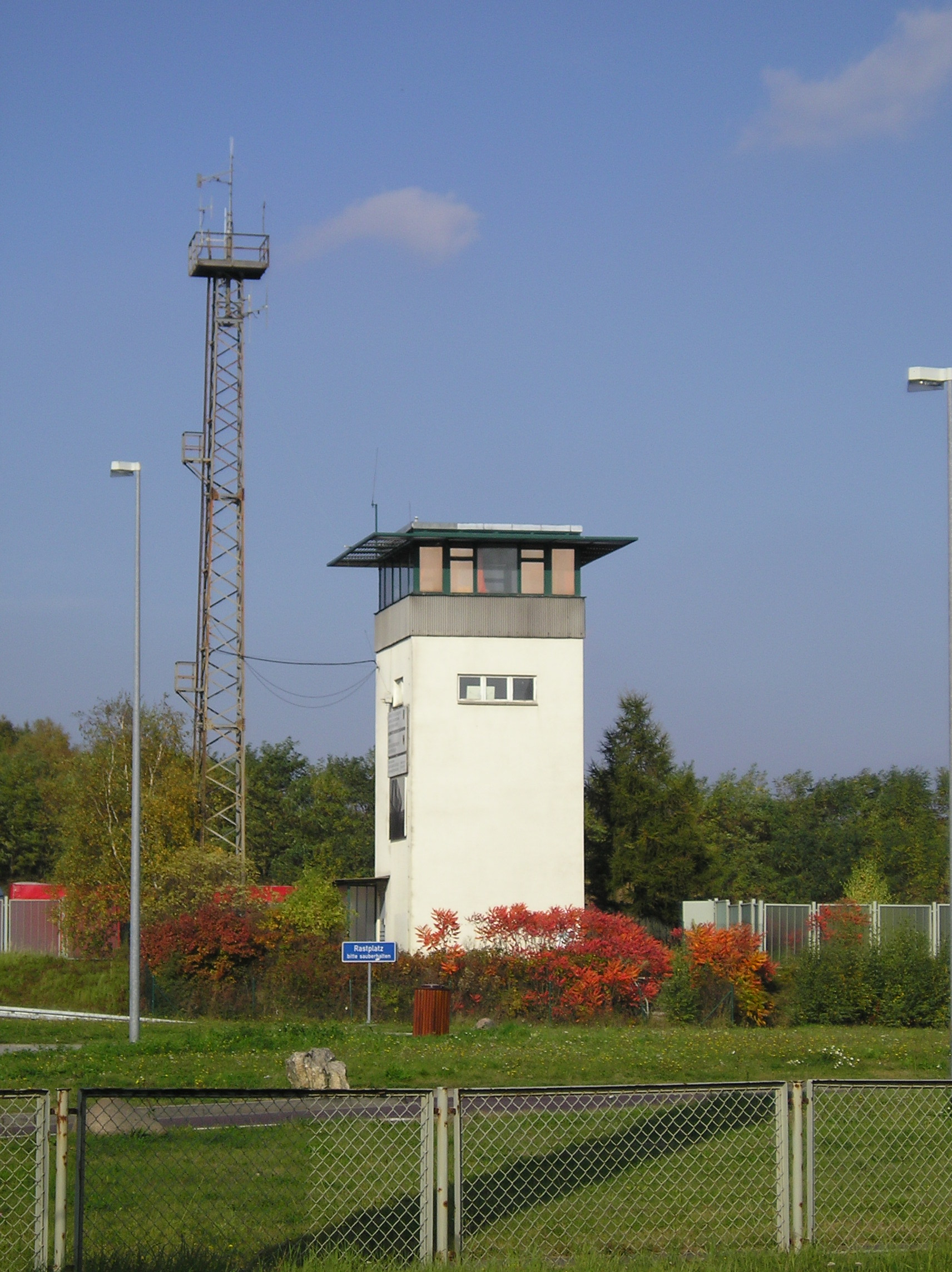
Commandotoren bij de voormalige grensovergang Helmstedt-Marienborn (2008)
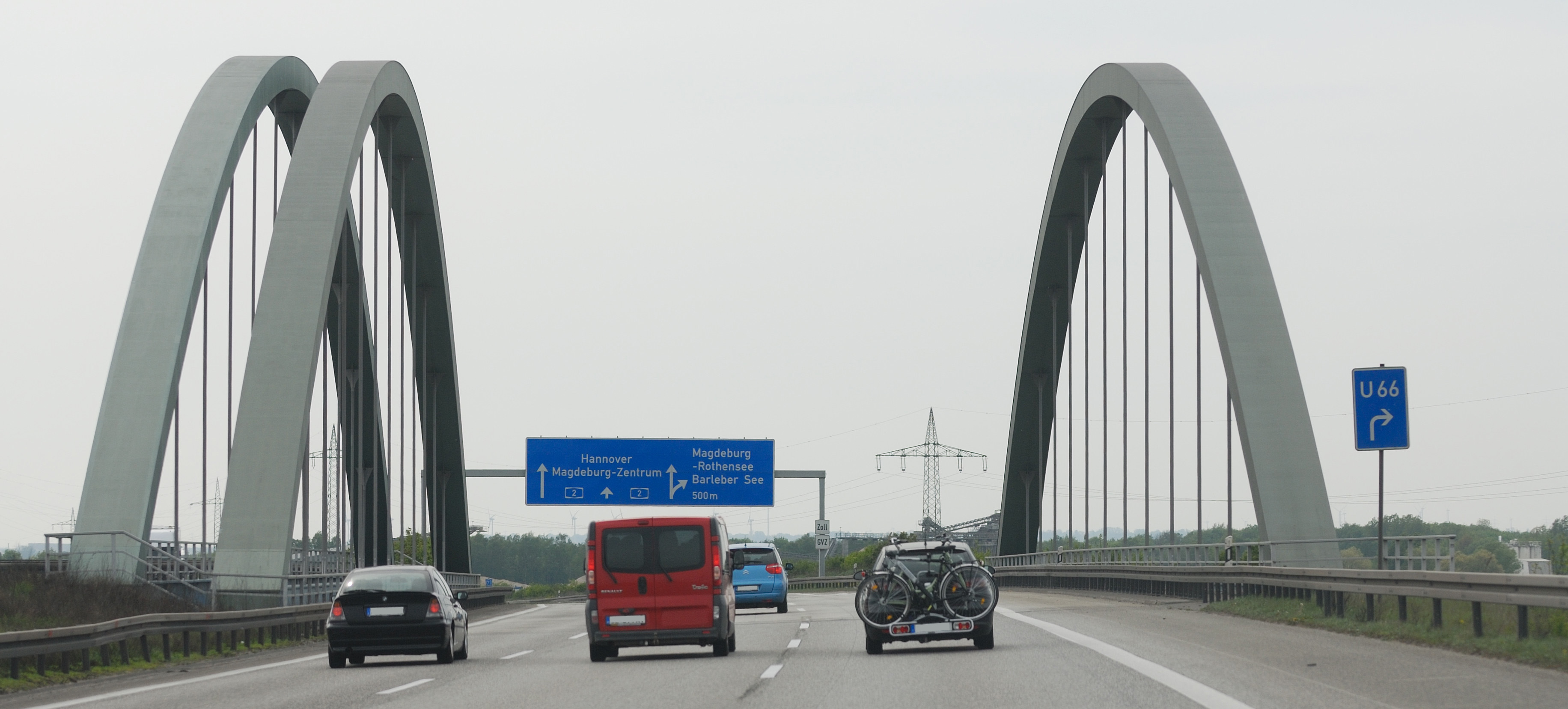
Brug over het Elbabstiegskanal bij Maagdenburg (2009)
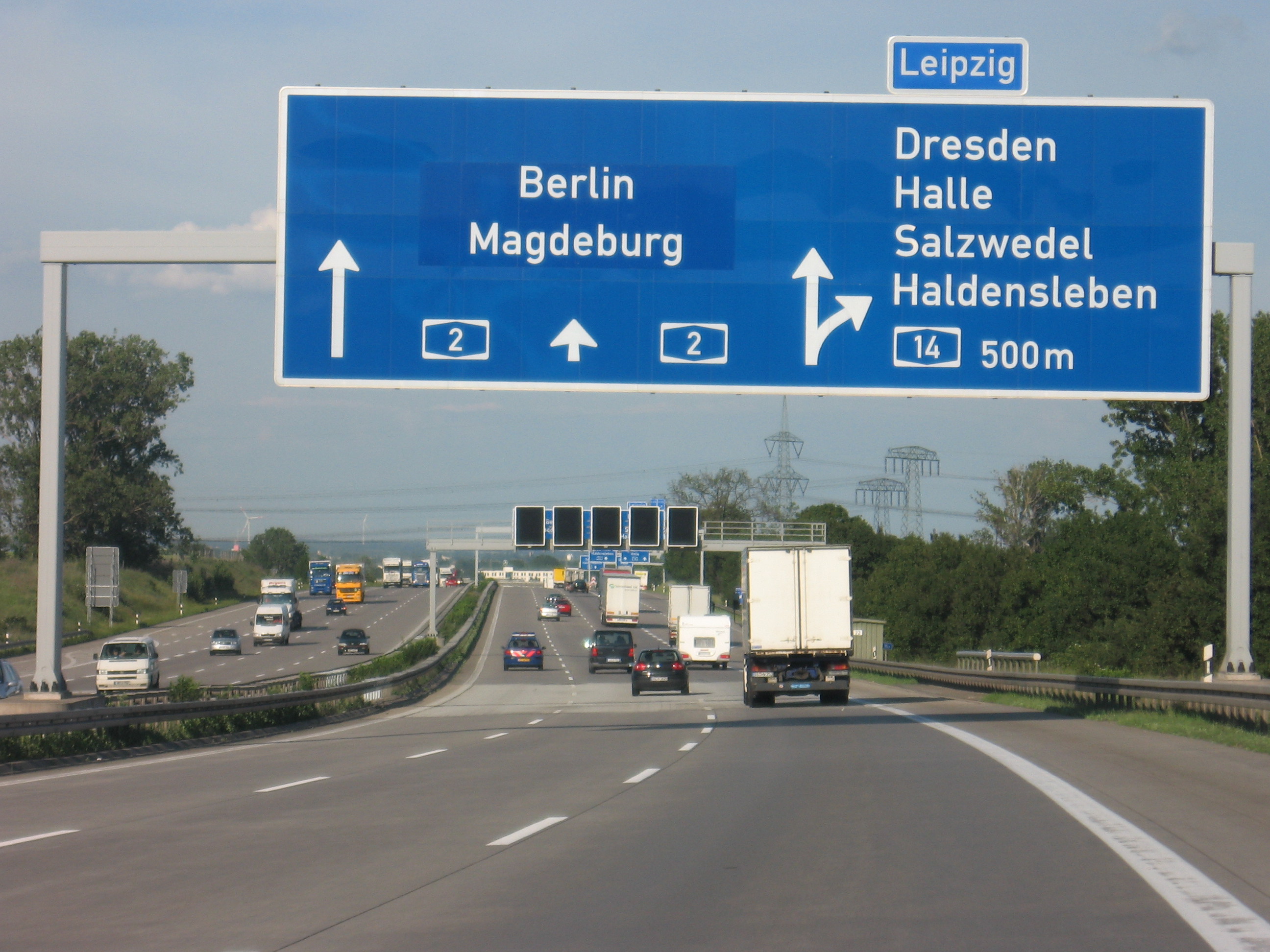
A2 bij Kreuz Magdeburg (2007)
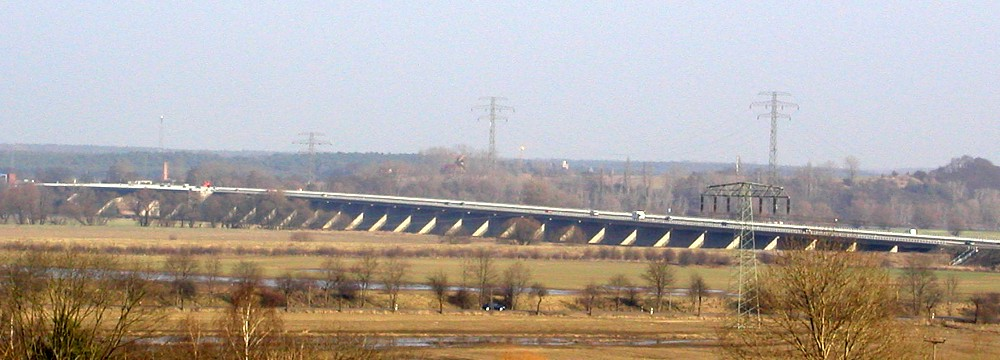
Elbebrücke Hohenwarthe (2003)